# Žiljci
Žiljci (en serbe cyrillique : Жиљци) est un village de Serbie situé dans la municipalité de Brus, district de Rasina. Au recensement de 2011, il comptait 402 habitants.

## Démographie
| 1948 | 1953 | 1961 | 1971 | 1981 | 1991 | 2002 | 2011 |
| ---- | ---- | ---- | ---- | ---- | ---- | ---- | ---- |
| 407  | 448  | 415  | 344  | 410  | 402  | 427  | 402  |

|  |